# Bodianus flavifrons
Bodianus flavifrons Gomon, 2001 è un pesce di acqua salata appartenente alla famiglia Labridae. L'epiteto specifico flavifrons deriva dalle macchie gialle presenti sulla testa.

## Distribuzione e habitat
È stato localizzato in Nuova Caledonia, Nuova Zelanda, Australia, dalle Isole Kermadec e dall'Isola di Lord Howe. È una specie demersale, tipica di acque profonde, tra i 115 e i 340 m di profondità.

## Descrizione
Presenta un corpo compresso lateralmente, alto e non particolarmente allungato. La pinna dorsale è più lunga di quella anale, mentre la pinna caudale non è biforcuta. La colorazione varia dal rosato al marrone chiaro; il colore è sempre più intenso sul dorso. Sulla testa sono presenti delle macchie giallastre. Non supera i 42,2 cm.

## Riproduzione
È oviparo e la fecondazione è esterna. Non ci sono cure nei confronti delle uova.

## Conservazione
Questa specie è stata classificata come "a rischio minimo" (LC) dalla lista rossa IUCN perché non sembra essere minacciata da particolari pericoli. Non viene pescata frequentemente perché è una specie che solitamente nuota abbastanza in profondità.